# Torre das Águias

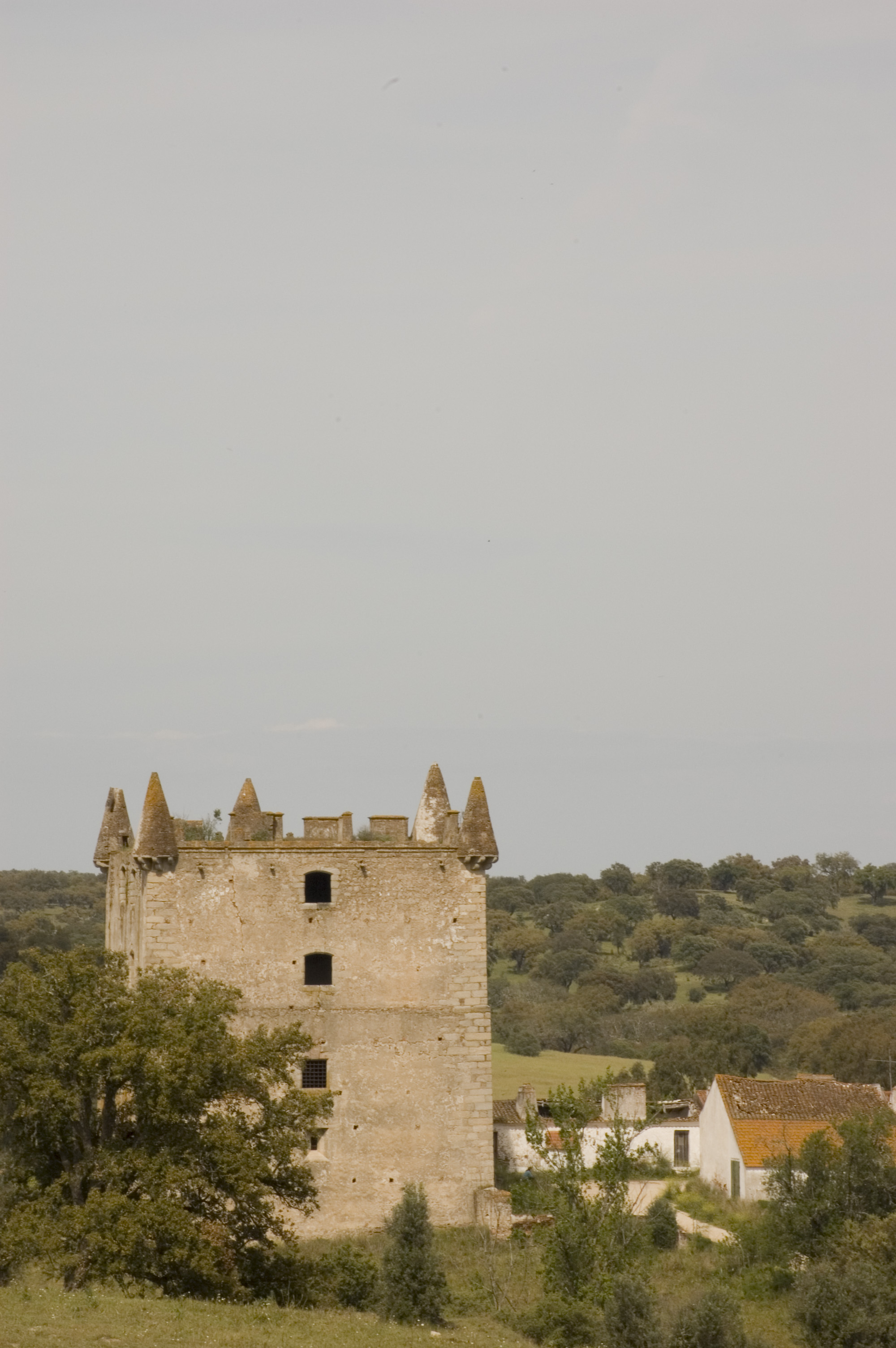
Torre das Águias, Portugal.

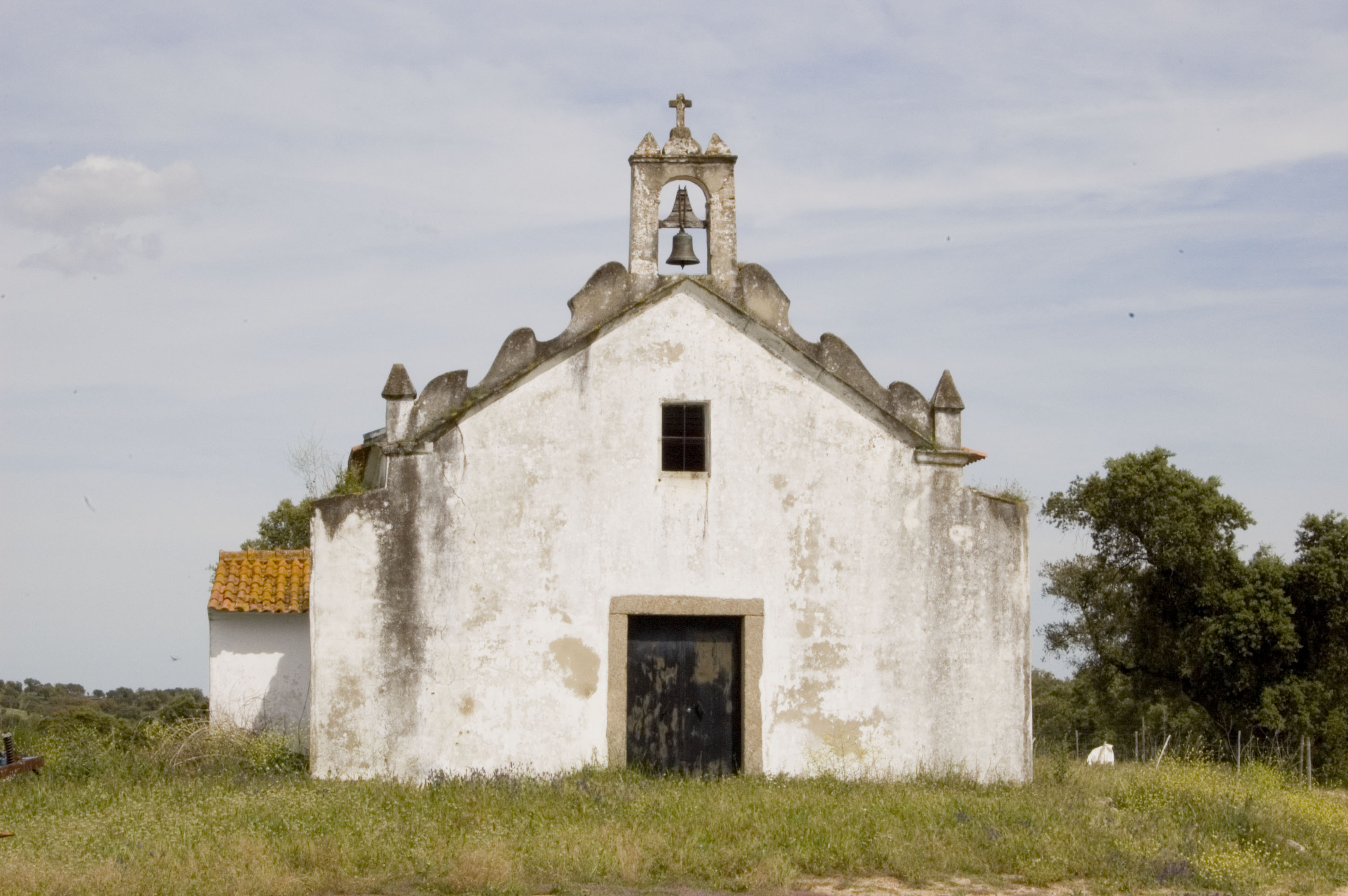
Capela de São Sebastião, Águias..

A Torre das Águias, ou Solar das Águias, é uma casa-torre tardo-medieval localizada na povoação de Águias, freguesia de Brotas, município de Mora, distrito de Évora, em Portugal.
Vizinha do rio Divor e do Santuário de Nossa Senhora das Brotas, integrava a chamada vila das Águias, da qual ainda subsistem algumas casas. É um dos exemplares mais significativos de torres manuelinas na região (Torre do Esporão, Solar da Camoeira), Castelo de Torre de Coelheiros e Quinta da Torre do Carvalhal), embora careça de urgente intervenção de consolidação e restauro por parte do poder público.

## História
Erguida a partir de 1520 por D. Nuno Manuel, guarda-mor do rei D. Manuel I (1495-1521), possivelmente sobre uma estrutura anterior, esta torre, um solar senhorial, era utilizada para repouso dos fidalgos nas caçadas de grande montaria, frequentes na região à época.
Embora tenha resistido ao terramoto de 1755, começou a degradar-se a partir do século XIX.
Classificada como Monumento Nacional pelo Decreto n° 136 publicado em 23 de Junho de 1910, sofreu intervenção de reparos, a cargo da Direcção-Geral dos Edifícios e Monumentos Nacionais (DGEMN), em 1978.
Atualmente encontra-se em mãos de particulares e carecendo de conservação, em adiantado estado de degradação.

## Características
Em estilo manuelino, apresenta planta no formato quadrado com cerca de 18 metros de lado por cerca de 20 metros de altura, em alvenaria, silharia e cantaria de granito, dividido internamente em quatro pavimentos, nos quais se rasgam janelas também quadradas. A cobertura seria em adarve ou terraço, coroada por merlões com balcões de matacães nos cunhais, arrematados por coruchéus cónicos.
Internamente, o pavimento térreo é constituído por um amplo salão, coberto por abóbada de ogivas nervuradas; o segundo pavimento divide-se em salão nobre, com vasto fogo de chão e cobertura em abóbada de ogivas nervuradas, e divisões contíguas; o terceiro e quarto pavimentos não apresentam divisões, com cobertura em abóbadas de cúpula abatida.